# Delassor stellatus
Delassor stellatus är en insektsart som först beskrevs av Walker 1851.  Delassor stellatus ingår i släktet Delassor och familjen spottstritar. Inga underarter finns listade i Catalogue of Life.